# 西尾康之
西尾 康之 (にしお やすゆき、1967年 - ) は、日本の彫刻家・現代美術家。

## 人物
東京都江戸川区出身。武蔵野美術大学彫刻学科卒業。東京藝術大学彫刻科准教授。主な作品は「ミンスク」(2004) や「Crash セイラ・マス」(2005) など。2016年に山本現代で開催された個展「REM (Rapid Eye Movement)」では、3DCGの技術を用いた彫刻を発表した。

## 陰刻鋳造
西尾は「陰刻鋳造」という独自の手法で大型の立体彫刻を手がけていることで知られる。美術手帖によると「陰刻鋳造」とは、指で粘土を押して雌型をつくり、それをもとに作品を制作する手法のことであるという。

## 受賞
- 1999年 キリンアートアワード1999奨励賞
- 2000年 キリンアートアワード2000奨励賞 岡本太郎現代美術大賞 入選
- 2001年 アートスカラシップ2001 椹木野衣部門 入選
- 2002年 GEISAI-1 グランプリ受賞 [6]

## 美術展
- 2005年「GUNDAM―来たるべき未来のために―」サントリーミュージアムなど - 「Crash セイラ・マス」
- 2017年「THE ドラえもん展 TOKYO 2017」森アーツセンターギャラリー - 「OPTICAL APPARITION」[7]